# Себіша
Себіша (рум. Săbișa) — село у повіті Марамуреш в Румунії. Адміністративно підпорядковане місту Сейнь.
Село розташоване на відстані 423 км на північний захід від Бухареста, 20 км на захід від Бая-Маре, 107 км на північ від Клуж-Напоки.

## Населення
За даними перепису населення 2002 року у селі проживала 871 особа, з них 867 осіб (99,5 %) румунів. Рідною мовою 870 осіб (99,9 %) назвали румунську.